# El Paso (Colombia)
El Paso è un comune della Colombia facente parte del dipartimento di Cesar.
Il centro abitato venne fondato da Alfonso Luis Lugo e Anibal Paleologo Becerra nel 1542, mentre l'istituzione del comune è del 29 novembre 1979.